# Stepanos (ormiański patriarcha Jerozolimy)
Stepanos (ur. ?, zm. ?) – w latach 758–774 6. ormiański Patriarcha Jerozolimy.